# Soneto 15
| «» Soneto 15 |
| --- |
| When I consider every thing that grows Holds in perfection but a little moment, That this huge stage presenteth nought but shows Whereon the stars in secret influence comment; When I perceive that men as plants increase, Cheered and cheque'd even by the self-same sky, Vaunt in their youthful sap, at height decrease, And wear their brave state out of memory; Then the conceit of this inconstant stay Sets you most rich in youth before my sight, Where wasteful Time debateth with Decay, To change your day of youth to sullied night; And all in war with Time for love of you, As he takes from you, I engraft you new. |
| –William Shakespeare |

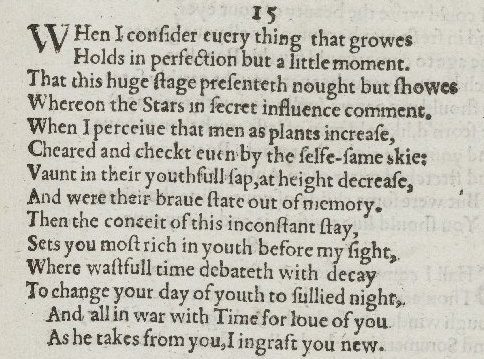

Soneto 15 é um dos 154 sonetos de William Shakespeare. Este é um dos sonetos endereçados a um jovem homem. Para Shakespeare, os homens, como as plantas, estão em perfeito estado por apenas um breve período. No dístico Shakespeare diz que ele vai entrar em guerra com o tempo e, além de instigar a casar (e, portanto, "imortalizar" a si mesmo através de ter filhos), ele vai fazer o jovem viver através de seus versos.

## Traduções
Na tradução de Thereza Christina Roque da Motta,
Quando penso que tudo o que cresce
Guarda em perfeição só um momento,
Que este imenso palco, sem desvendar, apresenta
O que as estrelas influenciam em segredo;
Quando noto que os homens, como as plantas,
Vivem e morrem sob o mesmo céu,
Gabando-se de um viço que se esvai,
E de todas as bravatas imemoriais;
Então a vaidade desta breve permanência
Faz-te mais jovem ante meus olhos,
Onde o Tempo perdido se debate com a Morte
Para transformar teu dia de juventude em noite escusa;
E sempre combatendo o Tempo pelo teu amor,
Se de ti ele roubar, mais uma vez te recomponho.